# グレイス・ペイリー
グレイス・ペイリー (Grace Paley、1922年12月11日 - 2007年8月22日) はアメリカ合衆国の短編小説作家、詩人、教師、政治活動家。
批評家から高い評価を受けた三つの短編小説集を書き、1994年に出版された『The collected stories』はピューリッツァー賞、全米図書賞の最終候補となった。その作品は、子供時代を送ったブロンクスに大きく影響を受けた、都市での生活における日々の衝突、悲嘆に焦点を合わせたものだった。
作家、大学教授としての活動にとどまらず、フェミニスト、反戦活動家であり、「幾分戦闘的な平和主義者であり、協調性のある無政府主義者」と自身を表現していた。

## 幼少期と教育
グレイス・グッドサイドとして1922年12月11日にブロンクスで生まれ、両親はユダヤ人のアイザック・グッドサイドとマンヤ（旧姓リドニク）で、ともにウクライナ出身の社会主義者（特に母親）だった。二人はグレイスが生まれる16～17年前に移住してきた（ある説明によると1906年)。皇帝ニコラス二世統治下のウクライナから、母はドイツ、父はシベリアへの亡命を経て、名前をグートザイトからグッドサイドに変えて、ニューヨークで新しい生活を始めた。
家族は家ではロシア語とイディッシュ語を、のちに英語を話すようになった（父はディケンズを読んで英語を学んだ）。アイザックはニューヨークで教育を受けて医者になり、夫婦は早くに二人の子供を、中年に差し掛かるころ三人目のグレイスを授かった。グレイスは姉ジーンより14歳年下、兄ヴィクターより16歳年下で、子供のころはお転婆と言われた。子供のころ、周りの大人との知的な議論に興味を持ち、社会主義者の若者グループFalconsのメンバだった。
高校を16歳で中退した後、ニューヨーク市立大学ハンター校に1年間（1938年～1939年）通い、1942年6月20日 19歳のとき 映画カメラマンのジェス・ペイリーと結婚した。夫婦は二人の子供ノラ（1949年生まれ）とダニー（1951年生まれ）を授かったが、後に離婚した。
パリ・レヴューのインタビュー紹介への寄稿で、ジョナサン・ディー、バーバラ・ジョーンズ、ラリッサ・マクファークハーは以下のように述べている。
執筆活動がペイリーの主な仕事であるのは時折のことだった。子供が小さいときは遊び場で多くの時間を過ごした。フェミニスト、平和運動にずっと非常に熱心に取り組んだ。
17歳の時、ニュースクール（ニューヨーク）で短期間、W・H・オーデンとともに学び、詩人になることを望むようになった。どちらの大学でも学位を取得することは無かった。

## 執筆活動
執筆活動を始めたころ、出版社に送った作品は何度も不採用になった。最初の作品集『人生のちょっとした煩い(1959年)』をダブルデイから出版した。作品集はニューヨークの生活を描いた11編の物語から成り、そのうちのいくつか、とくに『さよなら、グッドラック』、『中古品の子供たちを育てる人々』は広くアンソロジーに収録されており、半自伝的な登場人物フェイス・ダーウィン（『中古品の子供たちを育てる人々』、『少年期の問題』の作中）が登場している。フェイスは後に『最後の瞬間のすごく大きな変化』の6つの物語、『その日の後刻に』の9つの物語に登場する。無名の作家の作品集に対するレビュは多くはかったが、フィリップ・ロスやザ・ニューヨーカーの書籍紹介を含め、取り上げられたレビュでは高い評価を得た。少ない宣伝にもかかわらず、『人生のちょっとした煩い』は多くの読者を獲得し、1968年にバイキング・プレスからも出版された。
『人生のちょっとした煩い』の成功を受けて、出版社は長編小説を書くことを勧めたが、二年間草案をいじくりまわした結果、ペイリーはその試みを断念した。その代わりに短編小説に集中し続けた。
友人であり隣人のドナルド・バーセルミを励ましを受け、1974年に第二作品集『最後の瞬間のすごく大きな変化』をファラー・ストラウス＆ジルーから出版した。この17編からなる作品集は、『人生のちょっとした煩い』から何人かを再登場させ（最も特筆すべきは語り手のフェイスだがジョニー・ラフタリーとその母親も登場する）、同時に人種、ジェンダー、階級にまつわる事柄への探求が描かれている。長い物語『木の中のフェイス』はおよそ作品集の中心に位置し、土曜の午後の公園を舞台に複数の物語からの多くの登場人物やテーマが集結する。そこで語り手であるフェイスは隣人たちや「男性社会」を広く見渡すために木に登り、戦争反対運動者に遭遇した後、新しい社会と政治へのコミットを宣言する。作品集の変化する人称、メタフィクション的な作風、分割され未完結のプロットから、いくつかの批評はこの作品集をポストモダニズムの作品と評価した。
同じファラー・ストラウス＆ジルーから出版した『その日の後刻に(1985年)』 で引き続きフェイスとその隣人の物語を書いたが、より黒人やレズビアンの声を加えていくらか幅を広げた。
作品は一つの作品集にまとめられて、1994年にファラー・ストラウス＆ジルーから『The collected stories』として出版され、ピューリッツァー賞、全米図書賞の最終候補となった。

その作品は「女性ー主にユダヤ人、主にニューヨーカー」の日々の喜びと悲劇を扱っていると特徴づけられてきた。ペイリーと仕事をした編集者の一人は「彼女が描くのは玉ねぎの匂いがする、互いに怒鳴りあい、暗くなったキッチンで嘆く人々だ」と書いた。ペイリーは自身の知っていることをこう書いた。
「戦争に行っておらず、男性のやることをやっていないという事実はどうしようもない。私は女性の人生を生き、それが私の描いてきたことだ」
作品の切れの良い対話はイディッシュ語のリズムで特徴づけられ、物語は「世俗的なイディッシュらしい叫びとささやき」を反映しているものが多い。
短編小説で広く知られたが、『Leaning Forward (1985年)』、『New and Collected Poems (1992年)』を含む、いくつかの詩集を出版している。1991年に詩と散文を組み合わせた『Long Walks and Intimate Talks』を出版、また、2001年に生涯を通じた作品をまとめた作品集『Begin Again: Collected Poems』を出版した。
1999年にエッセイ集『Just As I Thought』を出版した。また2003年にロビン・モーガンが編集したアンソロジー『Sisterhood Is Forever: The Women's Anthology for a New Millennium』に『Why Peace Is (More Than Ever) a Feminist Issue』の文章を寄せている。
最後の書籍である詩集『Fidelity』は2008年に遺作として出版された。

## 大学での経歴
1966年にサラ・ローレンス大学でライティングを教え始め(～1989年)、1960年代後半にはニューヨークでTeachers & Writers Collaborativeの創立を支援した。その後、ニューヨーク市立大学シティカレッジの学部に勤務し、コロンビア大学で教鞭をとった。また、シラキュース大学でも教鞭をとり、1980年代にはPEN American Centerの副センター長を務めて多様性拡大に取り組んだ。1996年にTeachers & Writers Collaborativeが後援した「創造性の教育」というシンポジウムで教えることに対する考え方を述べている。
「私たちの考えは子供たちが－書くこと、言葉を書き記すこと、読むこと、文学を愛すること、互いに耳を傾けることの創意工夫によってー世界をより良く理解し、自分たちのためによりよい世界を作り始められるということ。そのような考え方は私にとってはとても自然だったので、そのことがとても攻撃的と捉えられ、始めるのにとても時間がかかることが全く理解できなかった」

## 政治的活動
ペイリーは平和主義、政治的活動で知られていた。フェミニスト活動家の仲間であるロビン・モーガンは、ペイリーの活動は「市民の権利、反戦、反核、フェミニスト、その他変革が必要な全て」の社会的正義に広く焦点を当てていたと述べた。FBIはペイリーを共産主義者と看做し、30年間彼女ののファイルを保管した。
1950年代を皮切りに、核拡散とアメリカの軍国主義化に反対する仲間に加わった。また、近隣の平和団体の設立のためにアメリカ・フレンズ奉仕団とともに活動し、1961年にグリニッジビレッジ平和センターの創設を支援した。二人目の夫ロバート・ニコルズとはベトナム戦争反対の平和運動を通じて出会った。
ベトナム戦争の激化を受けて戦争反対者同盟に加わった。グリニッジビレッジの女性収容施設で一週間を過ごしたことを含めて何度か逮捕された。1968年にベトナム戦争への抗議として納税を拒否する作家と編集者の戦時税への抗議の誓約に署名し、1969年に捕虜の解放交渉のためのハノイへの平和使節団に随行したときは活動家の国内代表となった。1973年のモスクワでの世界平和会議には代表として参加し、1978年に「核兵器廃絶ー原子力廃絶ーアメリカ合衆国、ソヴィエト連邦」と書いた反核の旗を掲げたことで「ホワイトハウスイレブン」の一人として逮捕された。1980年代に人権の向上への取り組みと中央アメリカにおけるアメリカの軍事的干渉への抵抗を支援し、晩年もイラク戦争反対の声を上げ続けた。
ペイリーの多くのその他の運動のうち、広範なフェミニスト活動の一部として妊娠中絶の権利があった。1950年代に自身が最初の中絶を行った後、数年後に二回目で苦労したことから、1960年代に「妊娠中絶の表明」活動の最初のひとつを組織した。

## 私生活と晩年
ユダヤ人としての出自はペイリーのアイデンティティと活動の重要な位置を占めており、また、晩年バーモントの地元のシナゴーグに共同体を見出したが、父親は寺院に行くことを完全に拒否し、ペイリーは不可知論者として育てられた。自身を「私は決してシオニストではない」と強調し、ユダヤ国家の信者ではなく、ユダヤのディアスポラの熱烈な信者と表現した。
映画カメラマンのジェス・ペイリーとの最初の結婚は5年間の別居後1972年の離婚で終わりを迎えたが、その後も二人は親密な友人だった。その後、詩人仲間で反戦活動家のロバート・ニコルズと結婚した。二人は詩と散文で共有する行動主義を表現した共著『Here and Somewhere Else』を2007年に出版した。
ニューヨークのグリニッジビレッジの西11番通りに数十年居住し、そこでノラとダニーの二人の子供を育てた。55歳になって初めて運転免許を取った。1970年代以降、夏はニコラスとともにバーモント州セットフォードで過ごし始め、1990年代の初めに最終的にそこに住居を移した。
乳がんの治療をしばらくの間続けたのち、84歳で亡くなった。夫と二人の子供、三人の孫が後に残された。亡くなった2007年の5月のインタビューで孫に託す夢を語り、「軍国主義、人種差別、拝金主義が無い世界－そして、女性が居場所を求めて戦う必要のない世界」を強く望むと述べた

## 受賞と表彰
1961年にグッゲンハイム・フェローのフィクション部門(1961年)、イーディス・ウォートン功績賞(1986年)を受賞した。1969年に『Distance』でオー・ヘンリー賞を受賞した。1980年にアメリカ芸術文学アカデミーに選出された。
さらにリー短編賞(1993年)、バーモント州知事美術優秀賞(1993年)、PEN/Malamud Awardの優秀短編賞(1994年)、ユダヤ文化業績賞(1994年)を受賞した。1998年にはダートマス大学から名誉学位を授与された。
1986年に最初のニューヨーク州公式作家に任命され、2003年にはバーモント州の桂冠詩人に選ばれた。
2003年にロバート・クリーリー賞を受賞した。2004年にF・スコット・フィッツジェラルド文学フェスティバルの一環として、アメリカ文学における業績にフィッツジェラルド賞を贈られた。2006年のダートマス大学社会正義表彰セレモニーで、生涯の業績に対し Lester B. Granger '18 Award for Lifetime Achievement を授与された 。
文学賞であるグレース・ペイリー賞は、彼女の業績にちなんでAssociation of Writers & Writing Programsにより贈呈される。

## オマージュと翻案
同名の短編集をもとにした三部作のドラマ『最後の瞬間のすごく大きな変化』が1983年に公開された。
1988年にアメリカの作曲家クリスチャン・ウォルフが『Leaning Forward (1985年)』からの8つの詩をソプラノ、バス・バリトン、クラリネット/バスクラリネット、チェロの曲にした。『人生のちょっとした煩い』の中の『さよなら、グッドラック』はメルバ・トーマス（脚本）、ミュリエル・ロビンソン（作詞）、デビッド・フリードマン（音楽）によりミュージカルが作成され、1994年にニューヨークで舞台朗読として上演された。
『Grace Paley: Collected Shorts（2009年)』というタイトルのリリー・リヴリン監督によるドキュメンタリー映画が、2010年のウッドストック国際映画祭やその他の映画祭で上映された。映画はペイリーと友人へのインタビュー、政治活動の映像、小説や詩の朗読から構成された。

## 作品
- The Little Disturbances of Man (short stories, 1959)
  - 日本語訳：人生のちょっとした煩い (2005年)[65]
- A Subject of Childhood and a conversation with the author in New sounds in American fiction editor Gordon Lish（英語版） (1969)
- Enormous Changes at the Last Minute (short stories, 1974)
  - 日本語訳：最後の瞬間のすごく大きな変化 (1999年)[66]
- Later the Same Day (short stories, 1985)
  - 日本語訳：その日の後刻に (2017年)[67]
- Leaning Forward (poetry, 1985)
- 365 Reasons Not to Have Another War (with Vera Williams, nonfiction, War Resisters League（英語版） 1989 Peace Calendar)
- Long Walks and Intimate Talks (stories and poems, 1991)
- New and Collected Poems (1992)
- The Collected Stories（英語版） (1994)
- Just As I Thought (semiautobiographical collection of articles, reports, and talks, 1998)
- Begin Again: Collected Poems (2000)
- Fidelity (2008), posthumous